# Peugeot Type 127 e 143
Le Type 127 e 143 sono due autovetture di classe medio-alta prodotte tra il 1910 ed il 1913 dalla casa automobilistica francese Peugeot.

## Profilo
La Type 127 debuttò nel 1910 e fu introdotta per sostituire la Type 88. La Type 127 era una torpedo di fascia medio-alta, piuttosto elegante e decisamente generosa negli ingombri, in maniera tale da offrire una buona abitabilità agli occupanti. Era lunga infatti 3.9 m e larga 1.65, con un passo di 2.77 m. Il motore era un 4 cilindri da 2000 cm³ di cilindrata in grado di spingere la vettura ad una velocità massima di 65 km/h. La Type 127 fu prodotta fino al 1912 in 1226 esemplari.

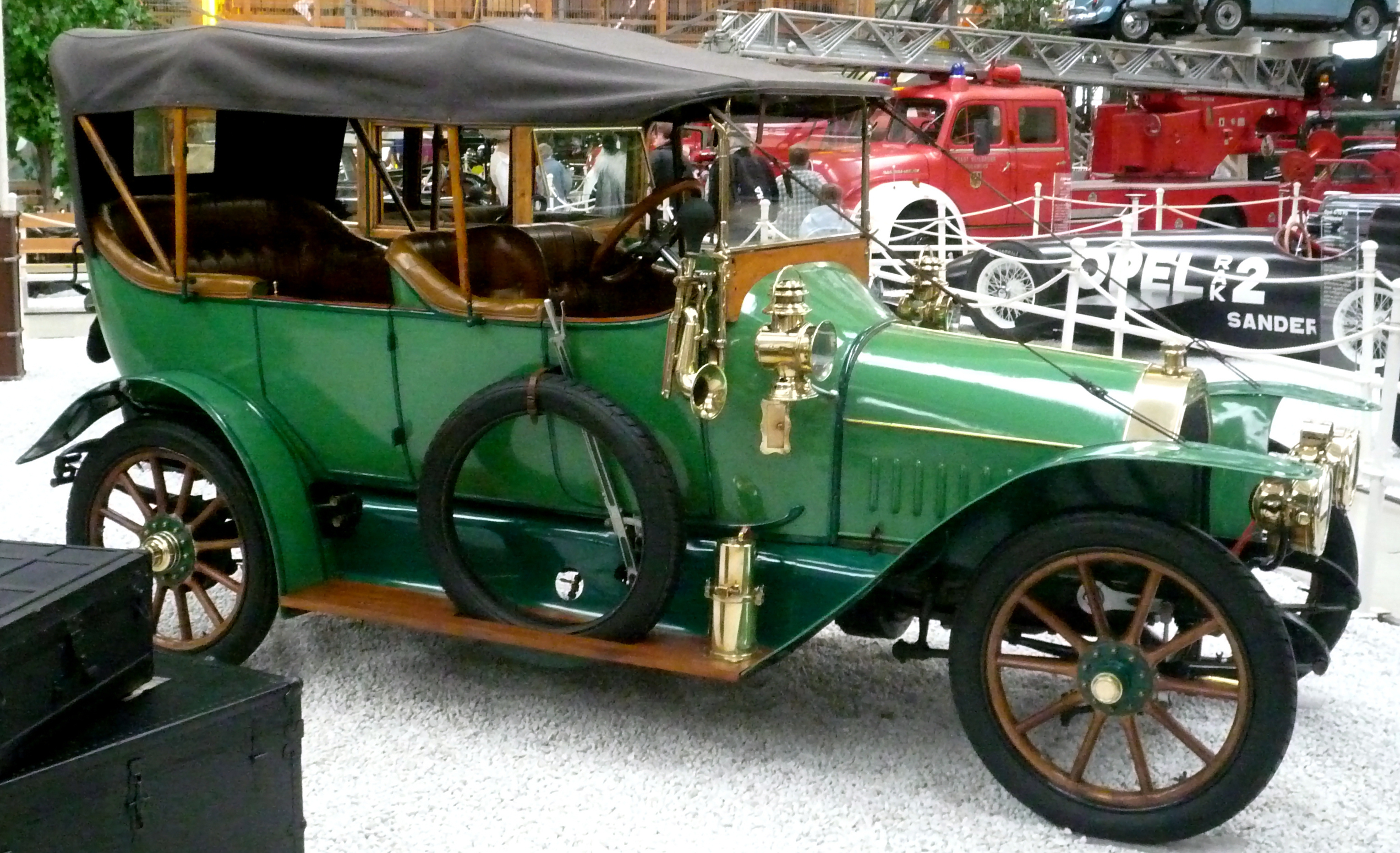
Una Peugeot Type 143

Fu sostituita nel 1913 dalla Type 143, una vettura disponibile con carrozzeria limousine e che portò due importanti innovazioni motoristiche: sullo stesso propulsore da 2 litri che equipaggiava la Type 127 furono infatti montati ben quattro assi a camme e quattro valvole per cilindro. La Type 143 era inoltre più grande rispetto alla sua antenata, la lunghezza era infatti maggiore di 10 cm ed anche il passo era aumentato di 7 cm, il tutto per favorire lo spazio interno. La Type 143 fu prodotta solo nel 1913 in circa 300 esemplari. La sua eredità sarà raccolta da due modelli: in alto, la Type 153 (che raccoglierà anche l'eredità della Type 138) e 15 anni dopo, arriverà anche la Peugeot Type 183 che ne raccoglierà l'eredità in basso.